# Lee Arenberg
Lee Arenberg, né le 18 juillet 1962 à Palo Alto, en Californie, est un acteur américain. Il est principalement célèbre pour avoir incarné Pintel dans la saga Pirates des Caraïbes.

## Filmographie

### Au cinéma
- 1987 : The Underachievers de Jackie Kong : Joey
- 1987 : Cross My Heart d'Armyan Bernstein (en) : Parking Attendant
- 1988 : Tapeheads de Bill Fishman (en) : Norton
- 1989 : Hollywood Boulevard II de Steve Barnett : Barcode
- 1989 : Meet the Hollowheads (en) de Thomas R. Burman  : Ream Instructor
- 1989 : L'Enfant génial (The Wizard) de Todd Holland : Armageddon Registrar
- 1990 : Teach 109 (TV) : Instructor
- 1990 : Sanglante Paranoïa (Brain Dead) d'Adam Simon
- 1990 : Martians Go Home de David Odell (en) : Newsroom Martian
- 1990 : Class of 1999 de Mark L. Lester : Technician #2
- 1991 : La Putain (Whore) de Ken Russell : John, homme violent dans la voiture
- 1991 : Un privé en escarpins (V.I. Warshawski) de Jeff Kanew : Flesh
- 1992 : Bob Roberts de Tim Robbins : Religious Zealot
- 1992 : Roadside Prophets d'Abbe Wool : Happy Days Cook
- 1992 : There Goes the Neighborhood de Bill Phillips : 2nd Burglar
- 1993 : RoboCop 3 de Fred Dekker : Hold-Up Man
- 1993 : La Cité des monstres (Freaked) d'Alex Winter et Tom Stern : The Eternal Flame
- 1994 : Car 54, Where Are You? de Bill Fishman (en) : Ivan the Architect
- 1995 : No Quarter de Gary Ellenberg : Asshole
- 1995 : Waterworld de Kevin Reynolds : Djeng
- 1996 : Mojave Moon de Kevin Dowling (en) : Friendly Motorist
- 1996 : Cover up (Frame-Up II: The Cover-Up)
- 1997 : The Apocalypse de Justin Jones : Noel
- 1997 : Les Guerriers de la vertu (Warriors of Virtue) de Ronny Yu : Mantose
- 1998 : Dérapage mortel (en) (Johnny Skidmarks) de John Raffo : Louie
- 1998 : Ted de Gary Ellenberg : Pager Salesman
- 1998 : I Woke Up Early the Day I Died d'Aris Iliopulos : Parking Lot Attendant
- 1999 : Dirt Merchant (en) de B.J. Nelson : James Earl
- 1999 : Man Woman Film de Cameron Pearson : Ali
- 1999 : Clubland (en) de Mary Lambert : Henchman #2
- 1999 : Broadway, 39ème rue (Cradle Will Rock) de Tim Robbins : Abe Feder
- 2000 : Facade (sv) de Carl Colpaert : Gregory
- 2000 : Donjons et Dragons (Dungeons & Dragons) de Courtney Solomon : Elwood Gutworthy
- 2003 : Natural Selection de Scott Leberecht : Blue Boy
- 2003 : Pirates des Caraïbes : La Malédiction du Black Pearl (Pirates of the Caribbean: The Curse of the Black Pearl) de Gore Verbinski : Pintel
- 2005 : Sledge: The Untold Story de Brad Martin : Barry
- 2006 : Pirates des Caraïbes : Le Secret du coffre maudit (Pirates des Caraïbes : Le Secret du coffre maudit) de Gore Verbinski : Pintel
- 2007 : Pirates des Caraïbes - Jusqu'au bout du monde (Pirates of the Caribbean: At World's End) de Gore Verbinski : Pintel
- 2023 : Bloody Fury de Jordan Inconstant

### À la télévision
- 1989 : Columbo : Grandes manœuvres et petits soldats (Grand Deceptions) (série télévisée) : Paramilitary man #3
- 1990 : Snow Kill (TV) : Kolt
- 1990 : Les Contes de la crypte (série télévisée) : Marty Slash
- 1991 : The Idiot Box (en) (série télévisée) : Various
- 1992 : Live! From Death Row (TV) : Griffith
- 1992 : Seinfeld - Saison 3, Épisode 22 (La place de stationnement ou The parking space) : Mike Moffett
- 1996 : Les Yeux d'un tueur (If Looks Could Kill) (TV) : Mover
- 1996 : Projet Alf (TV) : Gate Guard
- 1996 : Loïs et Clark : Les Nouvelles Aventures de Superman (TV)  - Saison 3, Épisode 14 (Dix secondes d'éternité) : Major Domo[1]
- 1998 : Amour incorporé (Young Hearts Unlimited) (TV) : Rocky
- 2001 : Ma famille d'abord (série télévisée) : Kévin Anderson
- 2002 : Charmed (série télévisée) : Un démon (courte apparition)
- 2003 : Scrubs (série télévisée) : Dr Mayer
- 2011 - 2018 : Once Upon a Time (série télévisée) : Leroy / Rêveur puis Grincheux
- 2013 : Californication (série télévisée)
- 2013 : Mickey Matson et l'ordre secret (The Adventures of Mickey Matson and the Copperhead Treasure) de Harold Cronk : Billy Lee
- 2014 : Las Vegas (série télévisée) (série télévisée): (courte apparition)
- 2019 : American Gods (série télévisée) : Alvíss

### Comme réalisateur
- 2003 : Diary of a Pirate (vidéo)

### Comme scénariste
- 2003 : Diary of a Pirate (vidéo)

## Doublage
- Enrique Carballido double Lee Arenberg dans :
  - Pirates des Caraïbes : La Malédiction du Black Pearl (2003) : Pintel
  - Pirates des Caraïbes : Le Secret du coffre maudit (2006) : Pintel
  - Pirates des Caraïbes : Jusqu'au bout du monde (2007) : Pintel
  - Once Upon a Time : Grincheux / Rêveur / Leroy